# الیوت (ایندیانا)
الیوت (به انگلیسی: Elliott) یک منطقهٔ مسکونی در ایالات متحده آمریکا است که در ایندیانا واقع شده‌است. الیوت ۱۲۷ متر بالاتر از سطح دریا واقع شده‌است.